# 신도고등학교 (서울)
신도고등학교(新都高等學校)는 대한민국 서울특별시 은평구 진관동에 있는 공립 고등학교이다.

## 학교 연혁
- 2011년 1월 13일 : 신도고등학교 설립인가(33학급-특수3 포함)
- 2011년 3월 1일 : 초대 김정일 교장 취임
- 2011년 3월 2일 : 제1회 입학식 11학급(특수1 포함) 325명
- 2011년 4월 1일 : 스마트러닝 기반 미래학교 정책 연구학교 지정
- 2011년 6월 1일 : 개교식 거행
- 2014년 2월 13일 : 제1회 졸업생(298명)
- 2019년 9월 1일 : 이학섭 제4대 교장 취임
- 2022년 2월 10일 : 제9회 졸업식(184명)

## 갤러리

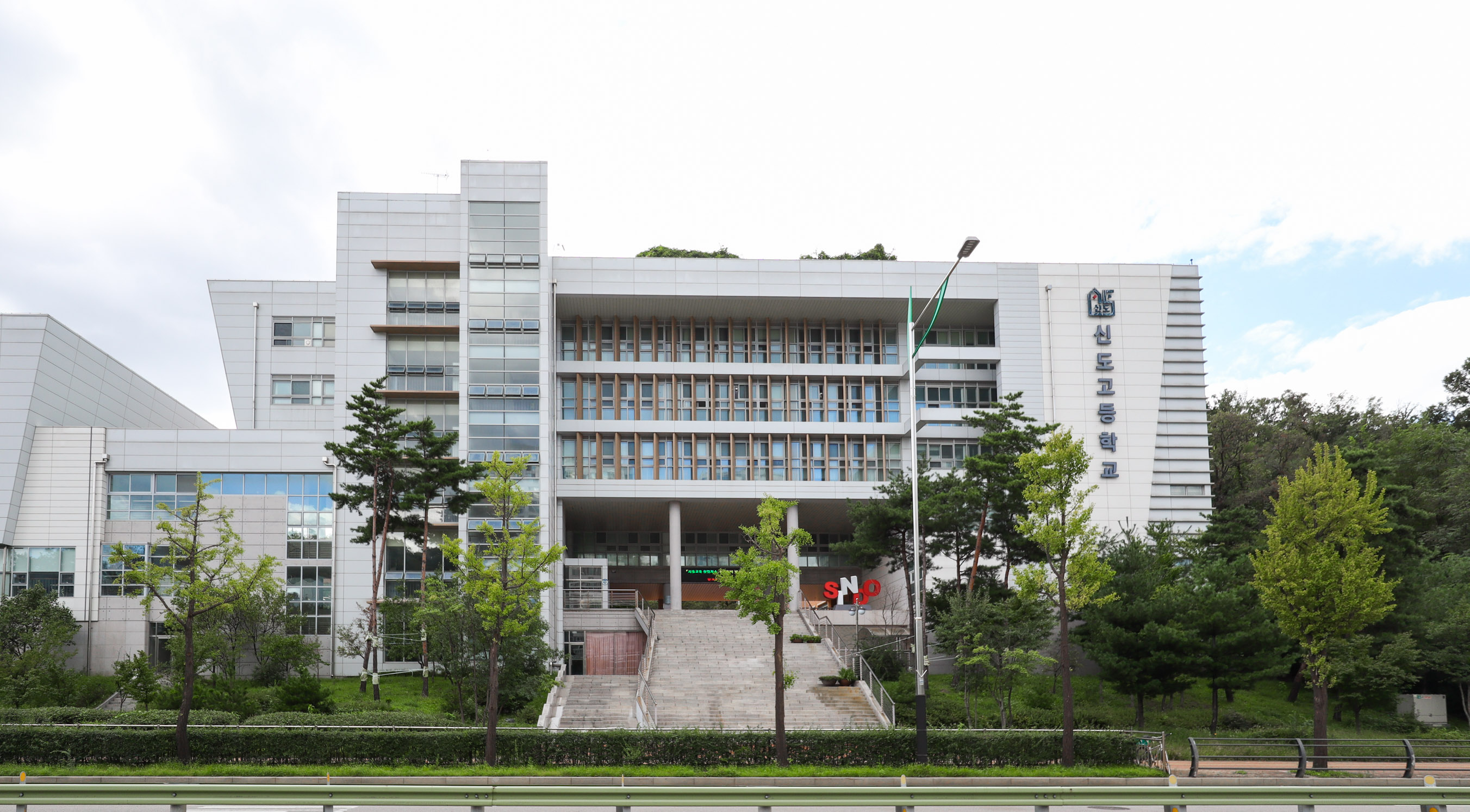
학교 정문 전경
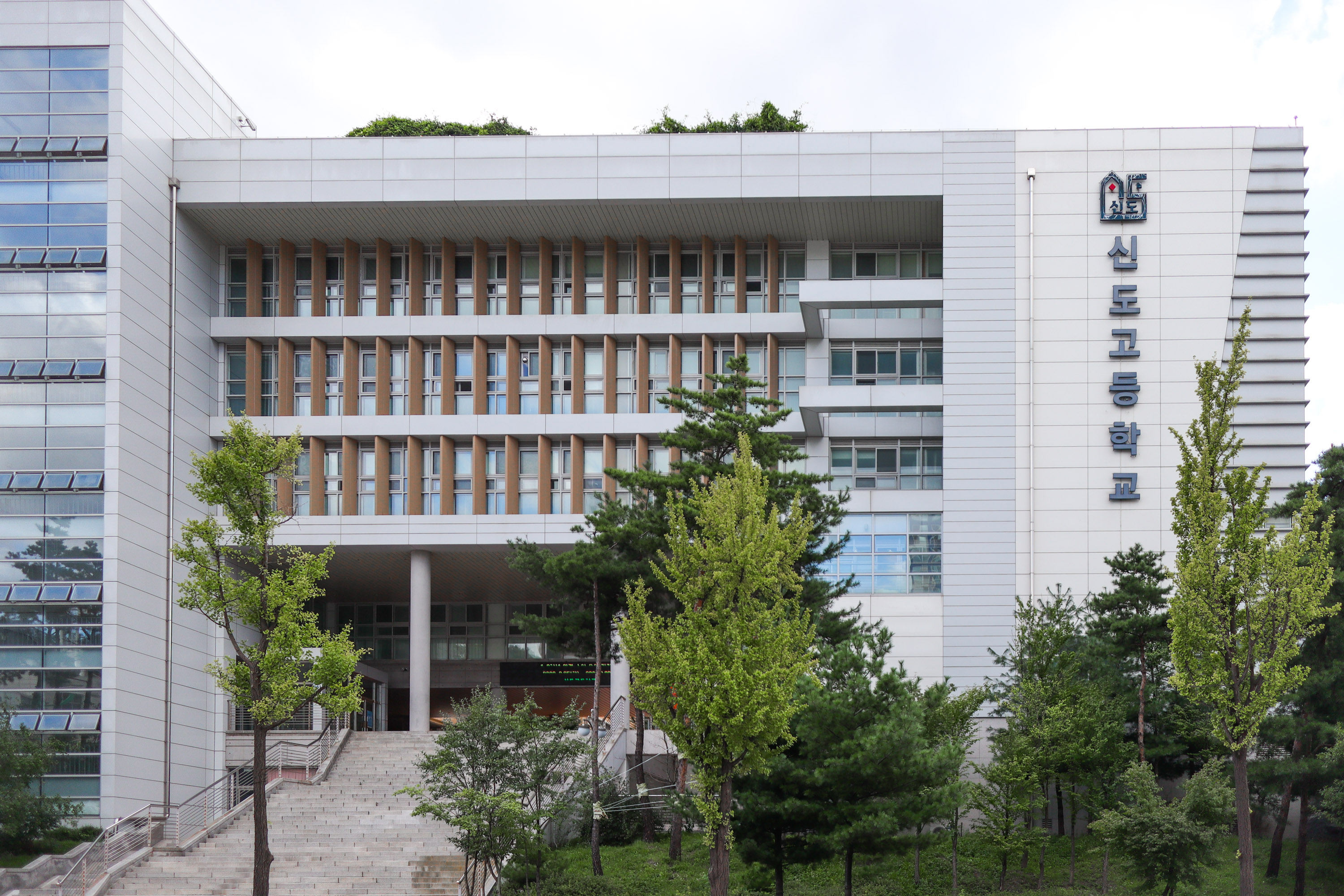
학교 정문 전경
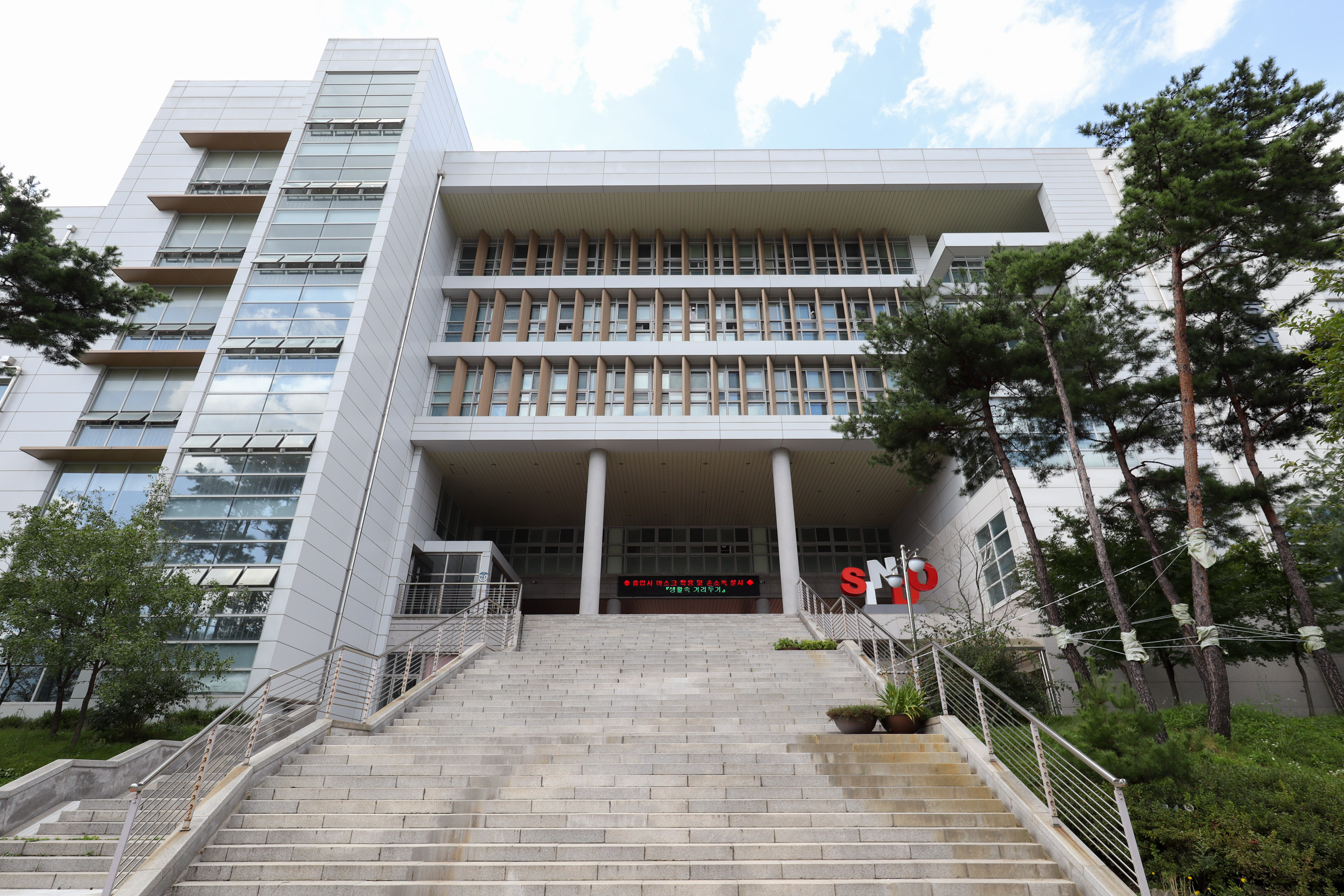
학교 정문 전경
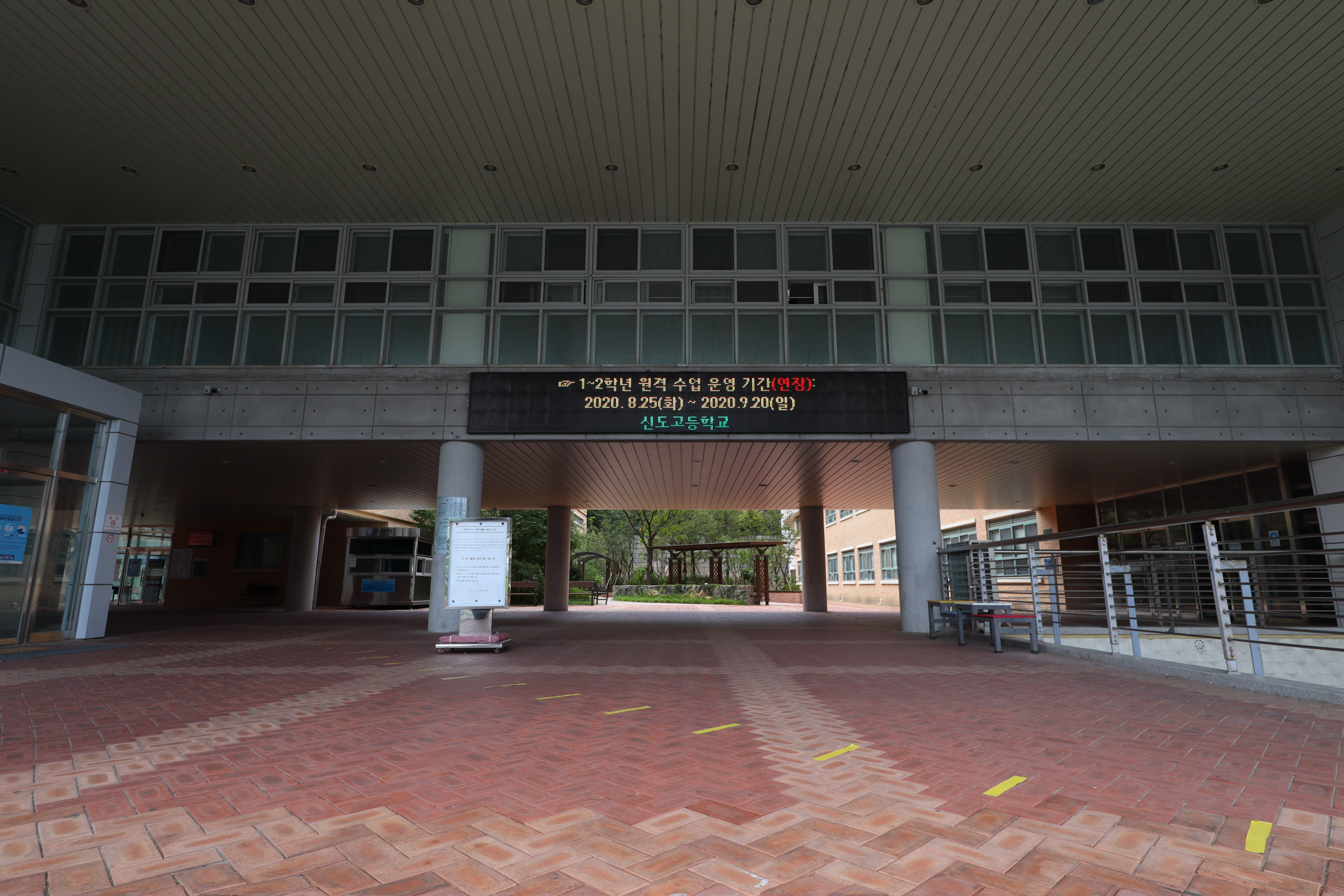
학교 정문 입구
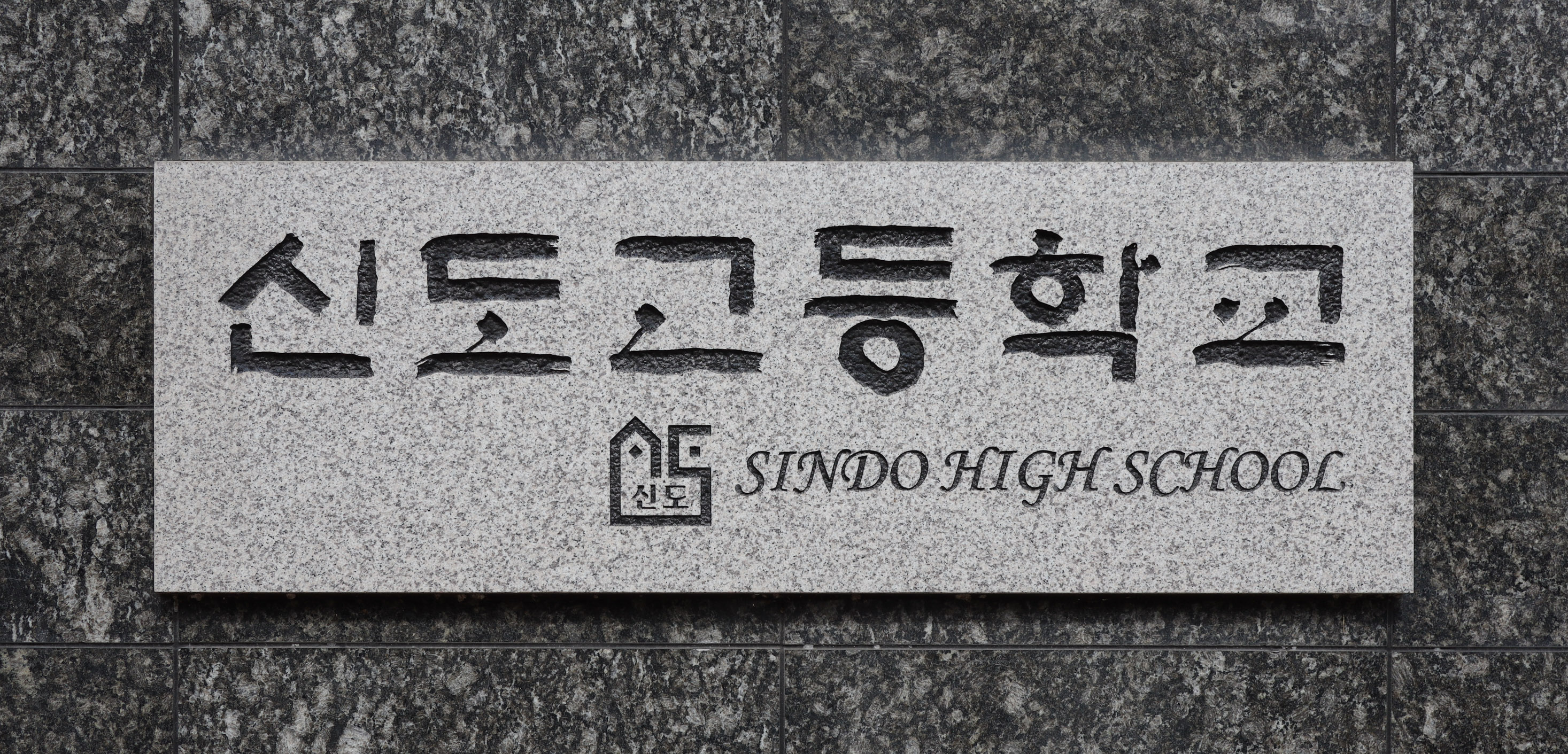
학교 명판
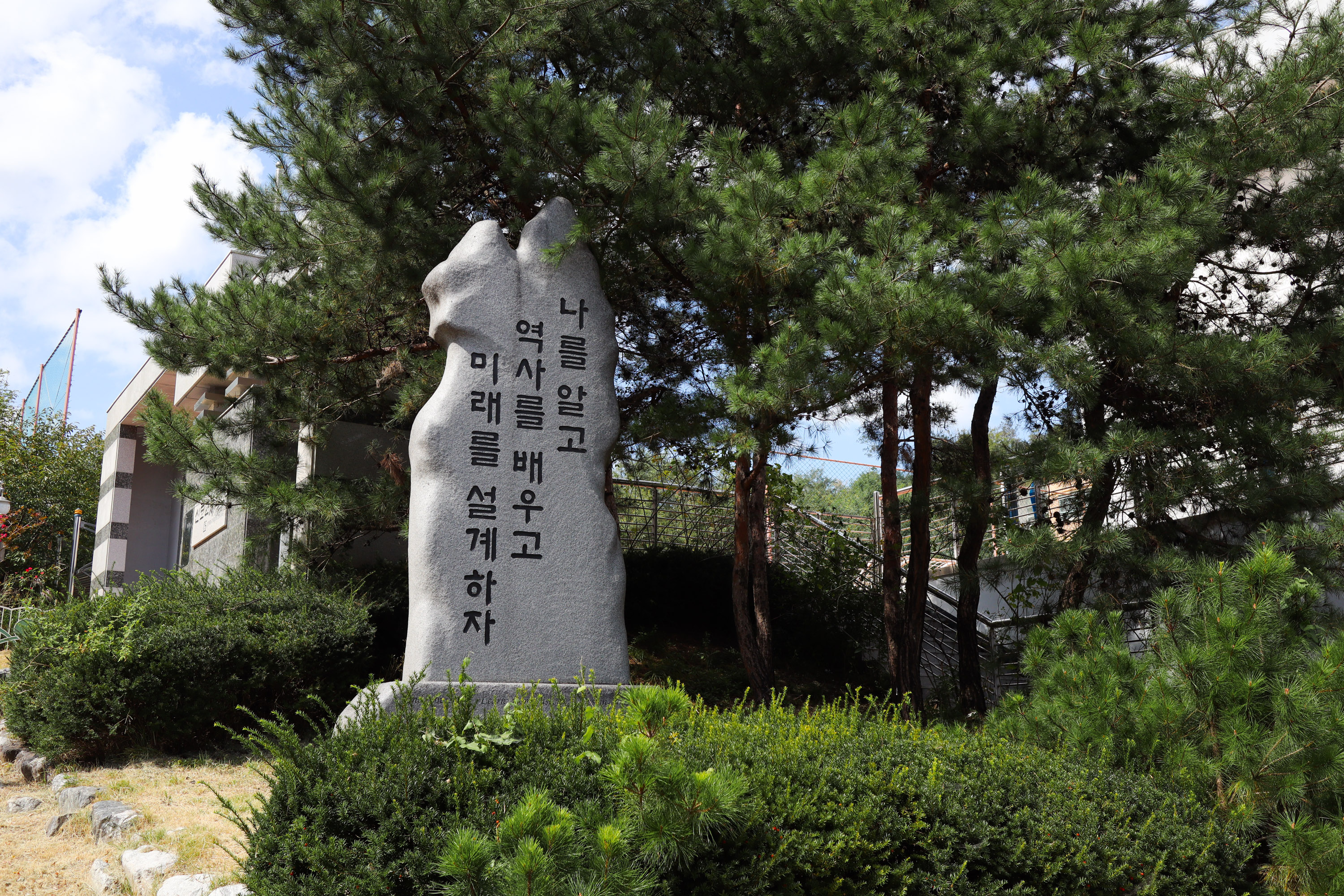
학교 교훈석
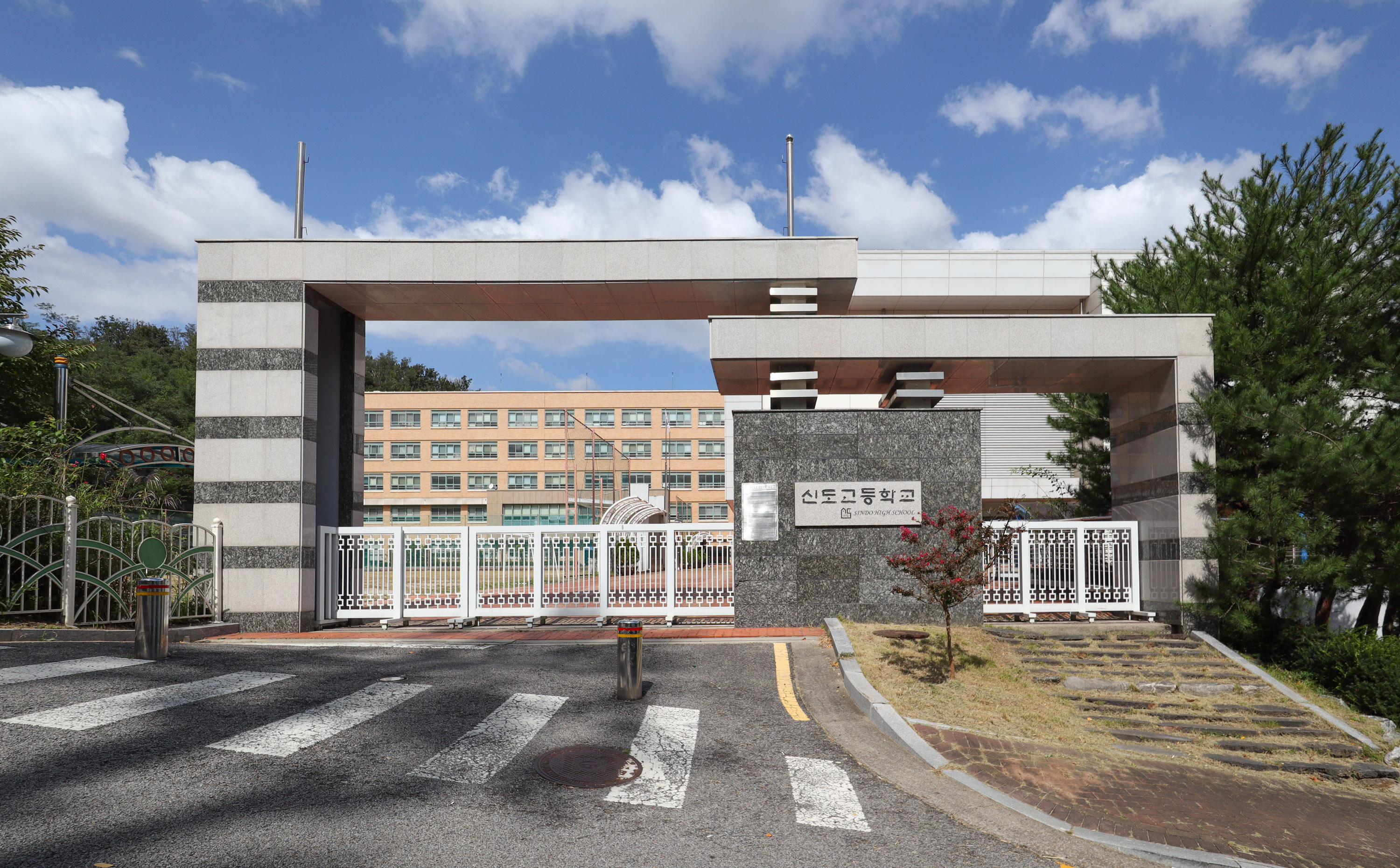
학교 후문 전경
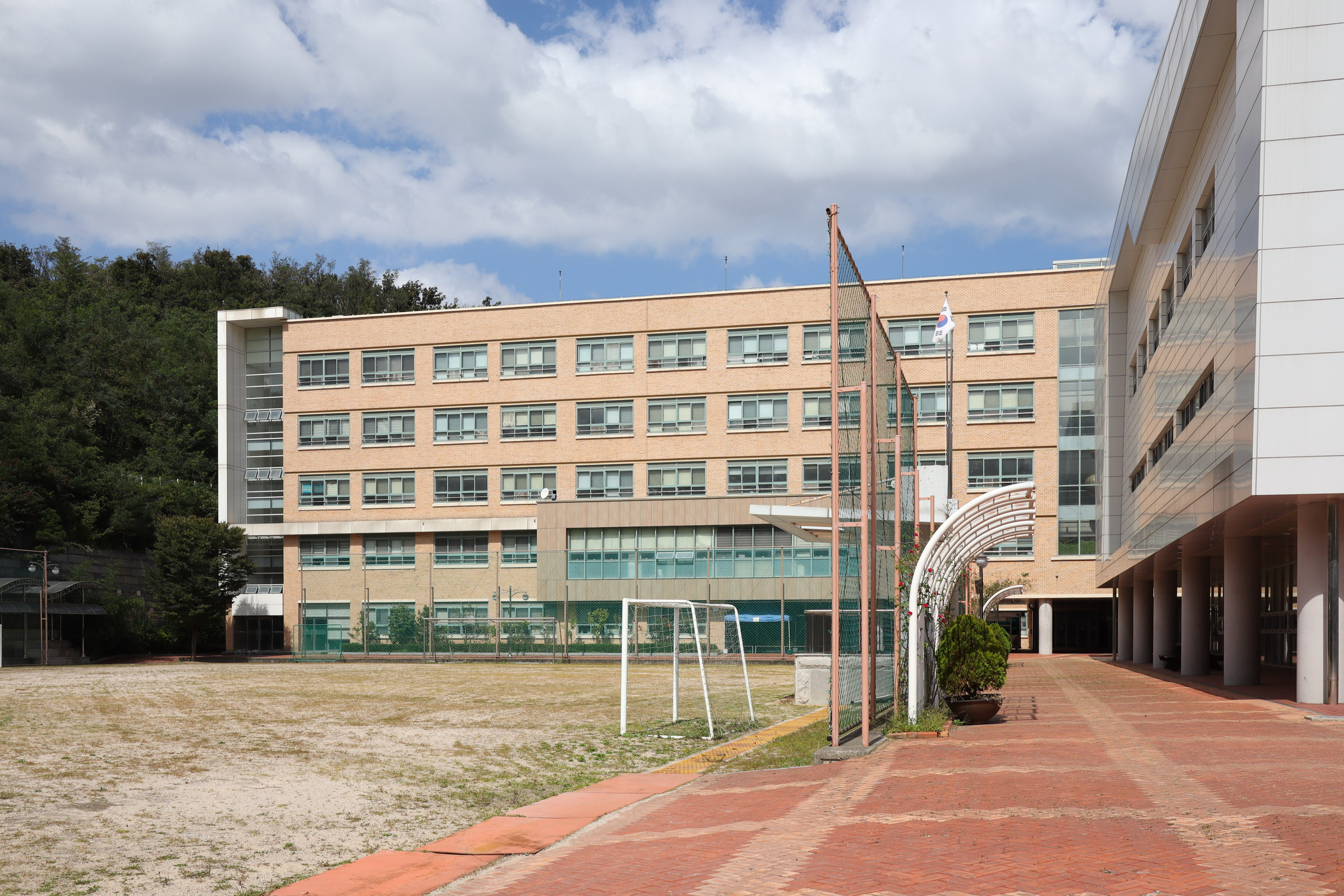
학교 내부 운동장

## 참고 자료
- 신도고등학교 - 한국교육학술정보원 학교알리미